# 角ひとみ
角 ひとみ（すみ ひとみ、1968年9月16日 - ）は、広島県出身の競艇選手である。登録番号3334。身長161cm。血液型A型。61期。広島支部所属。広島県立高陽高等学校卒業。

## 来歴
1987年9月30日選手登録、1992年尼崎競艇場女子リーグ戦で初優勝。これまでSGには総理大臣杯に1回、笹川賞に6回出場している。2007年8月現在、通算24回の優勝。生涯勝率は6点前後をキープ、生涯獲得賞金も女子でトップ10入りしている。女子王座決定戦には18年連続（2007年）で出場し、その都度主力選手として注目されているが、これといった結果は残せていない。

## 人物・エピソード
- 広島支部の女子選手4名（角ひとみ・小杉志津江・海野ゆかり・菅野はやか）で「キューティー4」が結成され、競艇場のイベントに4人揃って登場し、浴衣姿やサンタクロースのコスプレを披露する事も。
- 同期は登みつよらがいる。